# Dusona mactatoides
Dusona mactatoides là một loài tò vò trong họ Ichneumonidae.